# Giorgio Giadrini
Giorgio Giadrini (Kampo Kaštelo, Zadar, 1929. – Mestre, Venecija, 18. studenoga 2015.), najistaknutiji hrvatsko-talijanski kolekcionar rodom iz Zadra

## Životopis
Rodio se je u Kampo Kaštelu, Zadar. U rodnom Zadru pohađao je osnovnu školu i Ekonomski tehnikum. 1948. je godine iselio u Italiju. U Italji je završio mjernički studij. Od 1957. do 1994. radio je u poštanskoj službi na području Veneta. Godinama je strastveno sakupljao bakropise, fotografije, industrijske naljepnice, komercijalne oglase, kutije za cigarete, razglednice, turističke publikacije, zemljovide i svemu što je svjedočilo o kulturnom identitetu Zadra. Izložba dijela Giadrinijeve zbirke ranih zadarskih razglednica održana u Narodnom muzeju 1987. godine pobudila je veliko zanimanje javnosti. Rukopise o aktivnosti nakladnika zadarskih razglednica pohranio je u Znanstvenoj knižnici.

## Nagrade i priznanja
Odlikovan je počasnim nazivom Cavalierea.